# Varese Football Club
Il Varese Football Club, in breve Varese FC o semplicemente Varese, è una società calcistica italiana con sede a Varese, costituita nel 2019 come A.S.D. Città di Varese per subentrare informalmente al fallito Varese Calcio. Avendo progressivamente fatto propria l'identità del calcio varesino (colori, simboli, richiami alla storia pregressa e dal 2025 anche la ragione sociale), è da considerarsi erede de facto, ma non de iure, della tradizione sportiva iniziata nel 1910 con la fondazione dell'originario Varese Football Club, in breve Varese F.B.C.
Nel corso delle sue varie trasformazioni societarie, il Varese vanta sette partecipazioni al torneo italiano di massima serie a girone unico con il settimo posto in Serie A 1967-1968 quale miglior piazzamento assoluto. Nel suo palmarès vi sono altresì tre campionati di Serie B, una Coppa Italia Serie C e una Coppa Italia Dilettanti, nonché la partecipazione a un girone finale di Coppa Italia.
Dalla stagione 2020-2021 (previo subentro nel titolo sportivo del Busto 81 di Busto Arsizio) milita in Serie D, quarto livello del campionato italiano di calcio.

## Storia
Il club fu fondato il 22 marzo 1910 come Varese Football Club (siglato con la forma arcaica Varese F.B.C.), allo scopo di promuovere in città la pratica del calcio e di altri giochi all'aria aperta.
Tutti i membri del sodalizio, dirigenti e giocatori, pagavano una tassa d'iscrizione mensile di una lira.
Quali colori sociali furono adottati il bianco e viola.
I primi campi di gioco erano situati nel rione di Casbeno e in località Bettole (sul sito ove venne poi costruito l'ippodromo varesino). Nei suoi primi anni di vita, il club non prese parte a competizioni organizzate, disputando numerose amichevoli. I primi avversari furono l'Aurora di Busto Arsizio, la Libertas di Gallarate, il Luino, l'Unione Sportiva Milanese, l'Ausonia e l'Inter
Il Varese Football Club debuttò nei campionati italiani iscrivendosi al Comitato Regionale Lombardo nel 1914. Nel maggio del 1915, a causa della guerra, le stagioni calcistiche si interruppero e ripresero solo nel 1919, allorché ritornarono gli interessi nel calcio e nelle altre attività ricreative. Negli anni venti il club prese parte a tre campionati di massima serie (allora denominata Prima Categoria) nel 1919-1920, 1920-1921, 1921-1922, venendo sempre eliminata negli spareggi regionali. Nel 1922, in seguito a una riforma dei campionati, venne retrocessa in Seconda Divisione.

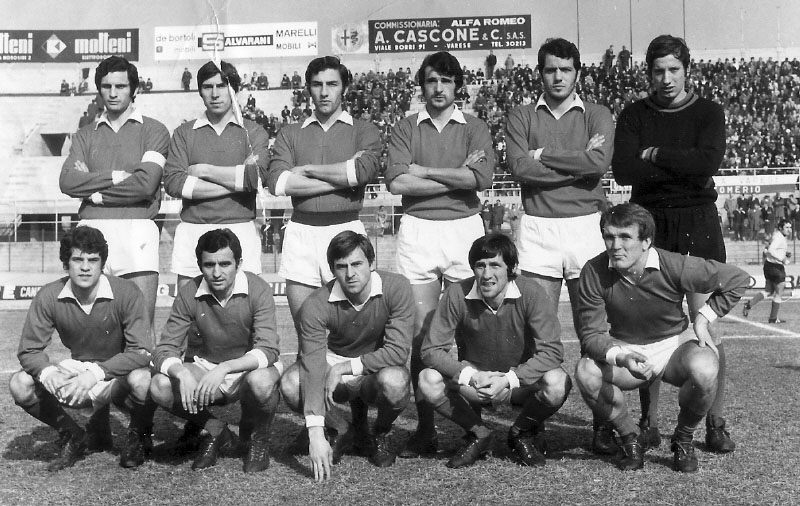
Il Varese vincitore della Serie B 1969-70 e quarto classificato in Coppa Italia

Nel 1926-1927 i colori del club furono mutati in bianco e rosso, per uniformarsi agli storici colori della città di Varese. Intanto nel quartiere varesino di Masnago venne costruito il primo stadio cittadino, denominato stadio del Littorio (rinominato poi stadio di Masnago nel secondo dopoguerra e infine, nel settembre 1950, stadio Franco Ossola, in onore dell'omonimo giocatore varesino che aveva trovato la morte nel 1949 nella tragedia di Superga).
Nel 1946 la Varese Sportiva ripristinò la ragione sociale Varese Football Club, sotto la presidenza dell'imprenditore Angelo Ronzoni di Besozzo, che resta alla testa del club fino circa al 1950, quando gli subentrò l'imprenditore varesino Giovanni Borghi, fondatore del colosso degli elettrodomestici Ignis, che nel 1950-1951 assunse una prima volta la presidenza, salvo poi lasciarla subito a fronte degli scarsi risultati, con la squadra addirittura retrocessa in Quarta Serie e salvata dalla Prima Divisione solo tramite ripescaggio. Il decennio vide quindi vari rimpasti societari, con un ricorso non infrequente alle gestioni commissariali, che si trovavano a dover fare i conti con una consistente esposizione debitoria. Nel 1954 il giornalista de "La Prealpina" Mario Lodi riuscì a ricompattare l'organigramma sotto la presidenza di Giovanni Marini, che nel 1962 (dopo aver riportato il Varese in Serie C) lasciò il posto a Cesare Casati e a un nuovo consiglio direttivo che includeva Lino Oldrini e il rientrante Borghi. Nel 1962-1963 fu centrata la promozione in Serie B, dopodiché a stretto giro arrivò pure la storica promozione in Serie A, al termine del campionato 1963-1964. Al contempo si registrò l'ingresso in organigramma dell’imprenditore Luciano Filiberti, patron della Argo (assieme al fratello Lucio), che nel 1964 assunse la presidenza e la tenne fino al 1966, quando la rilevò nuovamente Giovanni Borghi, che trasferì la gestione societaria a Comerio presso il quartier generale Ignis.
Dopo anni di alti e bassi, tra retrocessioni in Serie B e promozioni in A, dal 1970 insorse una fase calante che vide la società biancorossa stazionare diversi anni in B; nella stagione 1981-1982 sfiorò bensì la promozione in serie A, guidando la classifica sino alla ventiseiesima giornata, salvo poi crollare negli ultimi due mesi classificandosi solamente quarta.

La formazione-tipo del Varese nella stagione 1974-1975, l'ultima dei lombardi in massima serie

Con la retrocessione in serie C nel 1985, il club iniziò un lungo periodo di militanza nelle categorie inferiori, destinato a protrarsi per 25 anni: trascorse infatti 10 stagioni in Serie C2 (con una parentesi nel Campionato Nazionale Dilettanti 1993-1994 con vittoria del campionato e della Coppa Italia), per poi riaccedere alla serie C1 nel giro di quattro anni, grazie al lavoro del direttore generale Stefano Capozucca, chiamato a Varese dall'allora co-proprietario del club Claudio Milanese, coadiuvato dal presidente Paolo Binda e da altri soci minori.
Nei primi anni 2000 subentrò alla presidenza Binda la famiglia Turri, la cui gestione portò tuttavia la società al fallimento nel 2004. Il club venne pertanto rifondato sotto il nome di Associazione Sportiva Varese 1910 e ripartì dal campionato regionale di Eccellenza, guidato dagli ex giocatori biancorossi Pietro Maroso (nominato presidente), Riccardo Sogliano (patron) e Sean Sogliano (direttore sportivo). La squadra rientrò nelle leghe professionistiche in sole due stagioni (nel 2006) e nell'estate del 2008 passò di proprietà all'imprenditore monzese Antonio Rosati, che nel giro di due stagioni (concluse con altrettante promozioni consecutive) portò i biancorossi dapprima in Lega Pro Prima Divisione e infine, nel 2010, con il secondo posto in classifica nella stagione regolare e la vittoria dei play-off, in Serie B, donde il Varese mancava da 25 anni. Nelle prime due stagioni di militanza in seconda serie i biancorossi arrivano per due volte consecutive a giocarsi la promozione in Serie A, senza però riuscire a superare lo scoglio play-off.

Una formazione del Varese 1981-82.

Al termine della stagione 2012-2013, conclusa con il mancato accesso ai play-off all'ultima giornata, Rosati (in procinto di entrare nei quadri dirigenti del Genoa) cedette la proprietà e la presidenza del club a Nicola Laurenza, già da tre stagioni sponsor principale dei biancorossi. La gestione Laurenza tuttavia condusse a due stagioni segnate da scarso rendimento agonistico e crescenti problematiche societarie, che culminano nella retrocessione in Lega Pro nel 2015, dopo cinque stagioni di permanenza nel campionato di Serie B.
Nell'estate 2015 Laurenza (che ad inizio anno aveva lasciato la presidenza del Varese, poi rilevata transitoriamente dall'avvocato Pierpaolo Cassarà) cedette le quote di maggioranza della società al misconosciuto faccendiere libanese Alì Zeaiter, il quale (dopo aver promesso un pronto rilancio della squadra) tuttavia si dimise dopo poche settimane. Il club, ormai oberato dai debiti e rimasto nelle mani del vicepresidente Massimo Trainito, non riuscì infine a perfezionare l'iscrizione alla Lega Pro 2015-2016; pertanto il consiglio federale della Lega Calcio dispose la revoca della Licenza Nazionale alla società, decretandone l'estromissione dal calcio professionistico italiano.

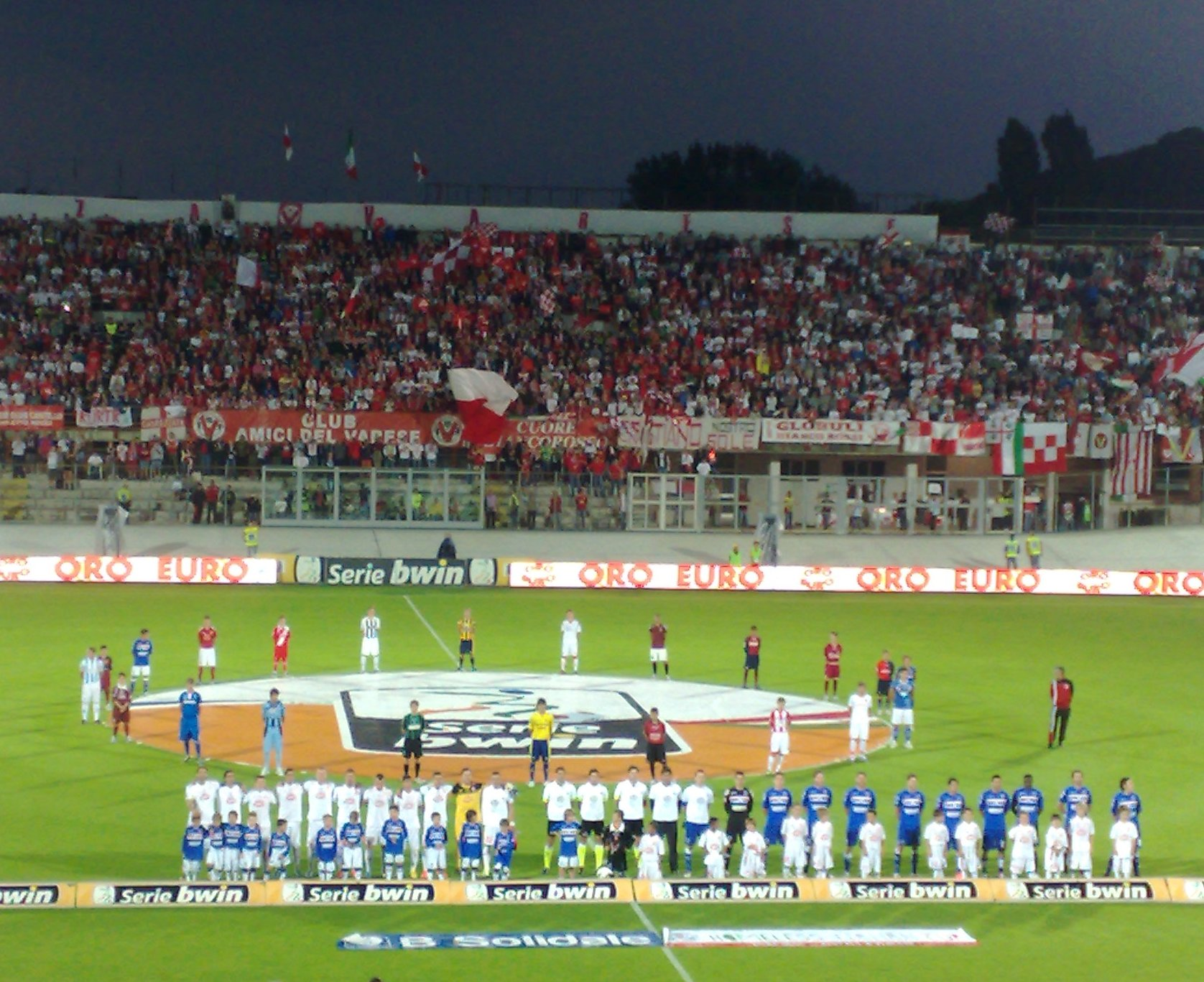
Varese e Sampdoria in campo allo stadio Ossola per la finale di ritorno dei play-off della Serie B 2011-12

Uscito di scena il Varese 1910, il sindaco di Varese in carica Attilio Fontana si adoperò per radunare i soggetti interessati alla ricostituzione del sodalizio: dopo un primo tentativo fallito (che precluse la possibilità di iscrivere il "nuovo Varese" alla Serie D), un pool di imprenditori varesini e semplici tifosi capeggiati da Gabriele Ciavarrella, Piero Galparoli e Enzo Rosa finanziarono la creazione di una nuova società, denominata Varese Calcio S.S.D. e iscrittasi al campionato di Eccellenza. La nuova squadra vinse con ampio margine il proprio girone (senza subire alcuna sconfitta) e ottenne la promozione in Serie D. Dopo aver sfiorato l'immediato ritorno tra i professionisti nella successiva annata, la società subì tuttavia una nuova e repentina crisi economica e sportiva, tale da condurla, al termine della stagione 2017-2018, a perdere i play-out contro l'OltrepoVoghera e retrocedere in Eccellenza.
Il successivo campionato, portato a termine con difficoltà (sia pure con la vittoria in Coppa Italia Dilettanti Lombardia) e in un quadro di crescente crisi economico-amministrativa, si conclude con l'ulteriore fallimento societario, proclamato ufficialmente il 12 agosto 2019. A seguito di ciò nessuna società si propone per subentrare formalmente alla tradizione sportiva biancorossa, che pertanto attraversò una fase di sostanziale quiescenza.
Il nome di Varese nel calcio e i colori biancorossi vennero mantenuti, senza alcun collegamento effettivo o rivendicato con le realtà precedenti, da due società dilettantistiche fondate ex novo nel 2019: l'Accademia Varese, club di solo settore giovanile con sede a Calcinate degli Origoni, e il Città di Varese, partito dalla Terza Categoria provinciale e inizialmente basato al campo "ex Varesello" delle Bustecche. Proprio quest'ultima, dopo aver vinto il campionato di competenza, nell'estate 2020 rileva per fusione il titolo sportivo del Busto 81 (seconda squadra di Busto Arsizio) e ottiene il diritto a concorrere alla Serie D, oltre alla gestione dello stadio Franco Ossola. Sempre il Città di Varese, decide nel 2024 di rivendicare la continuità storica con il club cittadino fondato nel 1910.
Il 23 maggio 2025 la società torna ad adottare la denominazione Varese Football Club.

## Cronistoria
Annotazioni
1. ↑  A Milano l'8 maggio 1944 contro il Brescia (1-2 d.t.s.).
2. ↑  In ossequio alle direttive della Lega Nazionale Professionisti che dal 1966 prevedono la trasformazione in società di capitali di tutte le società iscritte in Serie A.

## Colori e simboli

### Colori
| Periodo   | Colori e denominazione                                                                                  |
| --------- | --- |
| 1910-1923 | Varese Football Club (Varese FBC)                                                                       |
| 1923-1926 | Associazione Sportiva Varesina (AS Varesina)                                                            |
| 1926-1947 | Varese Sportiva                                                                                         |
| 1947-1971 | Varese Football Club (Varese FC)                                                                        |
| 1971-1988 | Varese Calcio                                                                                           |
| 1988-2004 | Varese Football Club (Varese FC)                                                                        |
| 2004-2008 | Associazione Sportiva Varese 1910 (AS Varese 1910)                                                      |
| 2008-2015 | Associazione Sportiva Varese 1910 (AS Varese 1910)                                                      |
| 2015-2017 | Varese Calcio Società Sportiva Dilettantistica (Varese Calcio SSD)                                      |
| 2017-2018 | Varese Calcio                                                                                           |
| 2018-2019 | Società Sportiva Dilettantistica Varese Calcio (SSD Varese Calcio)                                      |
| 2019-2020 | Associazione Sportiva Dilettantistica Città di Varese (ASD Città di Varese)                             |
| 2020-2025 | Città di Varese Società Sportiva Dilettantistica a responsabilità limitata (Città di Varese SSD a R.L.) |
| 2025-     | Varese Football Club                                                                                    |

All'atto della nascita del club, esso adottò casacche di colore viola abbinate a pantaloncini e calzettoni di colore bianco. Nel 1926, al fine di meglio richiamare il blasone cittadino, il colore dominante divenne il rosso.
Tradizionalmente le maglie principali della squadra presentano il rosso quale colore dominante e il bianco come tinta complementare per i dettagli (perlopiù colletto, spalline, fianchi e orli). Nel corso della storia non sono bensì mancate soluzioni stilistiche diverse e peculiari: tra le prime il template sbarrato adottato a più riprese tra gli anni 1960 e 1970 e il palo verticale a striscioline bianco-rosse sulla parte sinistra del torso delle casacche Admiral in uso nell'annata 1978-1979. Rappresentativi degli anni 1980 sono i modelli Adidas, dai più "classici" (con le tipiche tre righe parallele su spalle e maniche abbinate a sottili pinstripes verticali) ai più "spregiudicati" (con le tre righe disposte in posizione orizzontale sul petto e le pinstripes diagonali o trasversali, oppure il modello con maniche e spalle bianche della stagione 1984-1985). Negli anni 1990 si assiste ad una proliferazione di motivi decorativi geometrici traslucidi tono-su-tono, nonché ad ulteriori esperimenti come la casacca Umbro con un largo "palo" rosso centrale e maniche e fianchi completamente bianchi adottata nella stagione 1994-1995. All'insegna della semplicità sono invece le casacche degli anni 2000, periodo che comunque annovera esperimenti grafici singolari, quale la larga V bianca sul petto (analoga a quella storicamente adottata dal Lugano) apparsa nella stagione 2014-2015.
La seconda divisa adotta da prassi il medesimo aspetto della prima, ma a colori invertiti: il bianco domina sul rosso. Non sono tuttavia mancati nemmeno per essa creazioni singolari, quali la casacca in tinta unita azzurrina della stagione 1981-1982 e la maglia blu rifinita in bianco del biennio 1984-1985. Anche i colori bianco-rossi sono stati talora abbinati in modo peculiare, come nella divisa del 1999-2000 (con un disegno a forma di Y sul torso), la larga fascia rossa trasversale del 2000-2001 o la croce rossa a tutta larghezza (ispirata alla bandiera cittadina) apparsa sul frontale delle divise esterne tra il 2013 e il 2015. Tra il 2012 e il 2015 le maglie bianche vennero impiegate in via preferenziale anche nelle gare casalinghe, al fine di far meglio risaltare il marchio dello sponsor principale.
Vario è invece lo stile adottato dalle terze maglie (qualora previste dai contratti di sponsorizzazione) e dalle divise dei portieri: nella prima categoria si annoverano la maglia gialla dell'annata 1995-1996, la rosso-nera del 1999-2000, il template a strisce verticali giallo-nere della stagione 2000-2001, le divise nere (variamente rifinite in rosso, bianco e talora oro) adottate nel quinquennio 2010-2015 e la casacca viola (celebrante le origini del club) adottata nella stagione 2015-2016. Per le maglie dei portieri viene particolarmente apprezzato dalla tifoseria il colore giallo, stabilmente impiegato dagli estremi difensori bosini nella seconda metà del XX secolo in corrispondenza coi maggiori successi sportivi del Varese.
Peculiari sono infine le soluzioni adottate nelle stagioni 2016-2017 e 2017-2018: nel primo caso, sul fianco sinistro di tutte e tre maglie previste per i giocatori di movimento è apposta la serigrafia dell'effigie di San Vittore il Moro (patrono di Varese) a cavallo, al fine di celebrare il bicentenario dell'attribuzione del titolo di città al comune bosino. Nel secondo caso invece i completi (maglie e pantaloncini) sono attraversati frontalmente da un gioco di linee ricurve e diritte sfalsate e di spessore differente, risultando così funzionalmente collegate alla brand identity (includente il complesso del materiale promozionale e delle campagne di fidelizzazione) lanciata dal club nell'estate 2017.

### Simboli ufficiali

#### Stemma
In oltre un secolo di esistenza, l'emblema della squadra ha subìto varie modifiche ed aggiornamenti. I dettagli presenti pressoché in tutte le varianti adottate sono tuttavia la lettera V di Varese e i colori bianco-rossi.
I primi emblemi erano utilizzati essenzialmente per i materiali promozionali e/o di comunicazione del club, nonché in circostanze formali (ricami su gagliardetti e abiti di rappresentanza); non era invece prevista la loro applicazione sulle divise da gioco (ove invece poteva apparire la denominazione sociale, in forma testuale). Ecco di seguito una carrellata dei marchi più vetusti conosciuti.

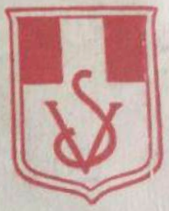
Stemma adottato tra il 1927 e il 1946
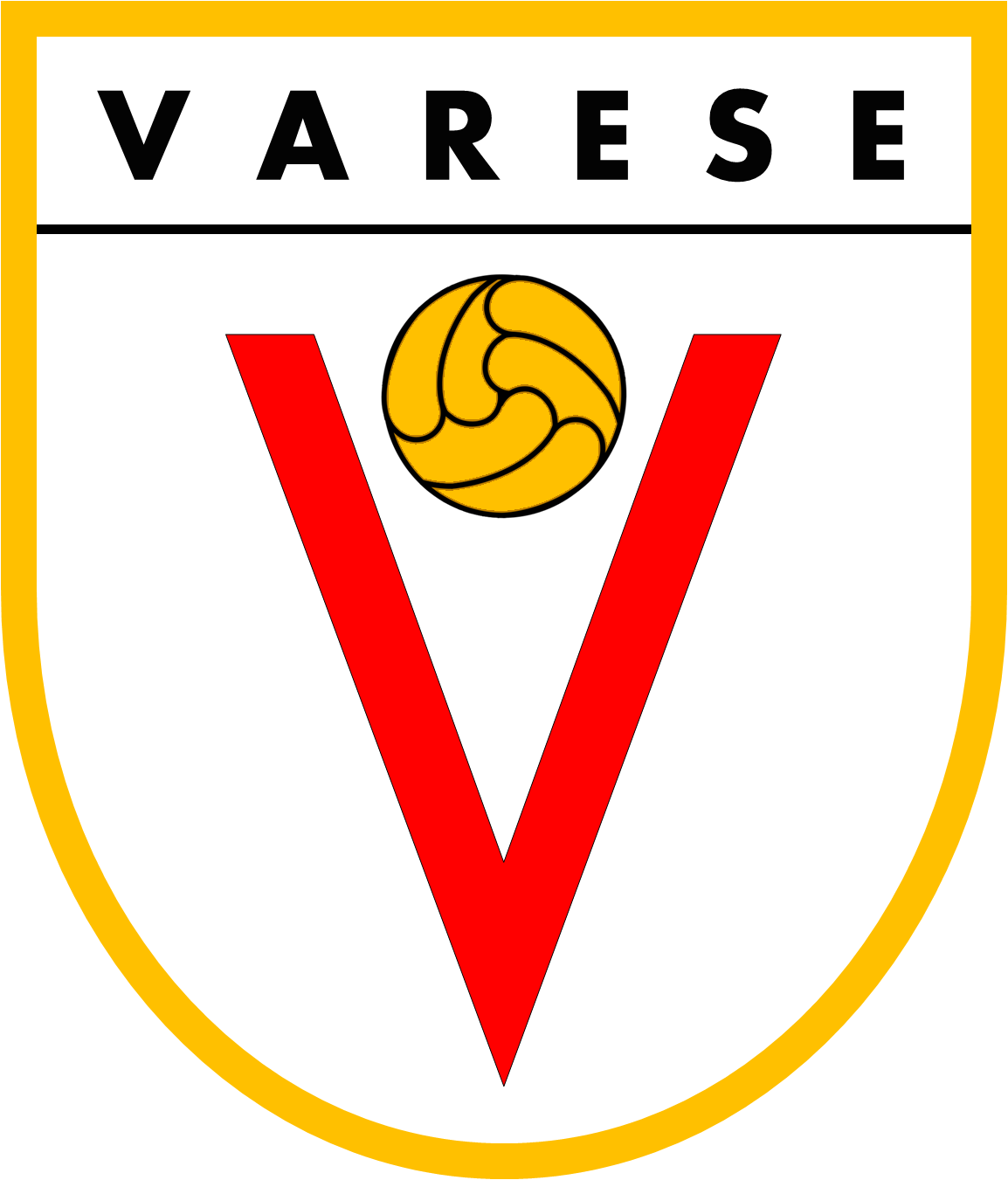
Stemma adottato nella stagione 1964-1965
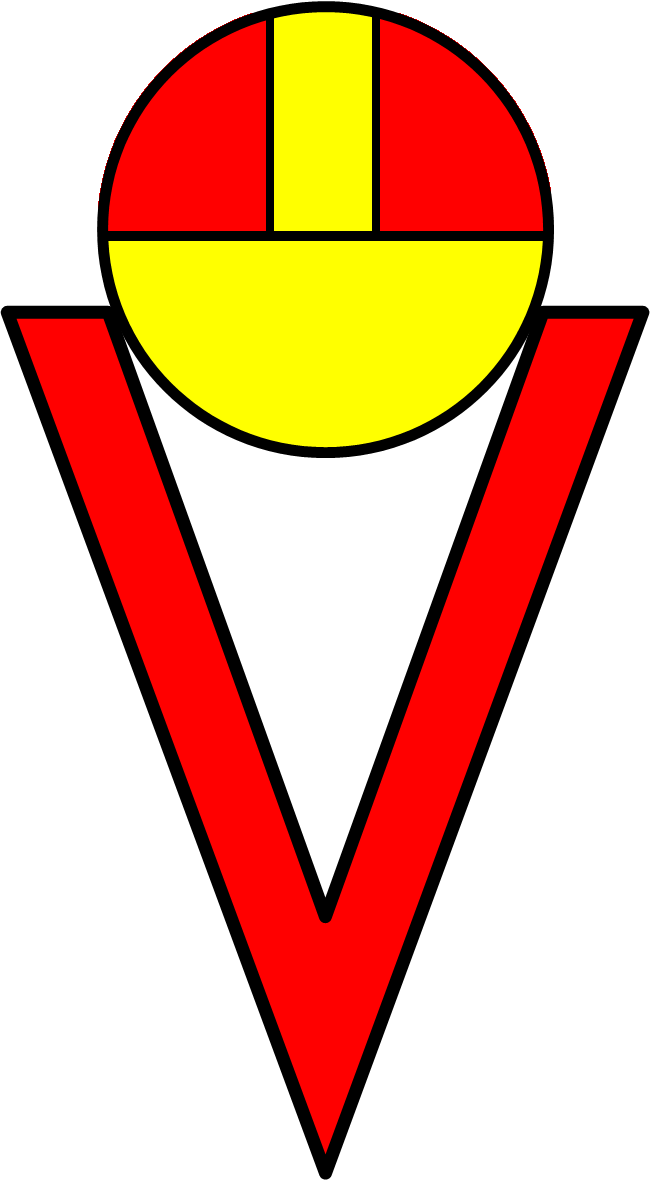
Stemma adottato nella seconda metà degli anni 1960
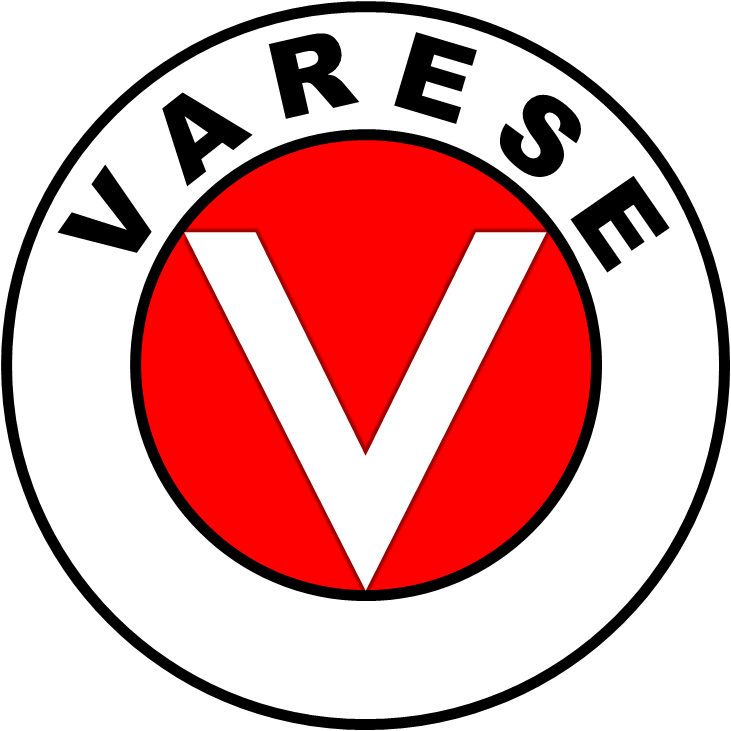
Stemma adottato nella stagione 1967-1968
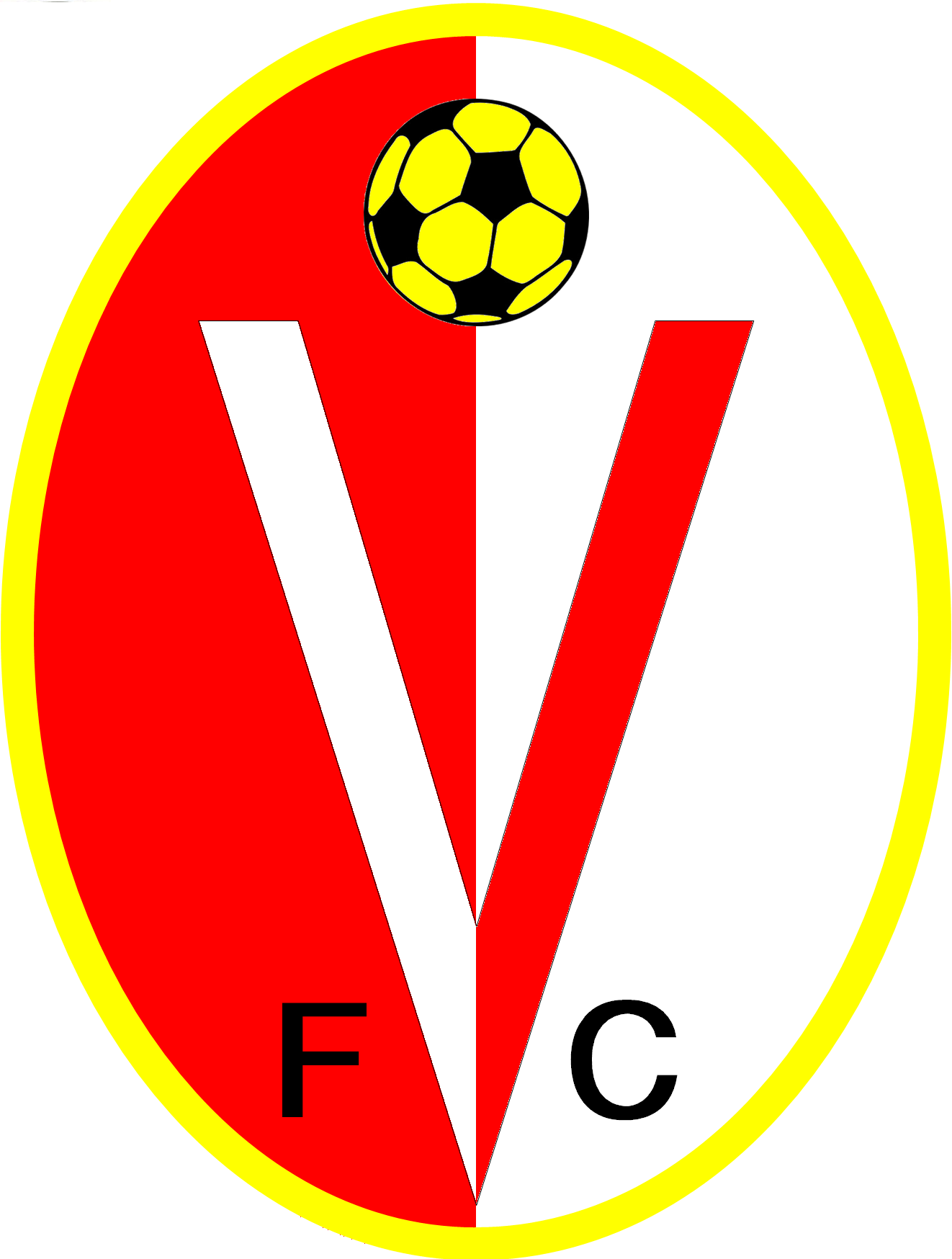
Stemma adottato nelle stagioni 1969-1970 e 1970-1971
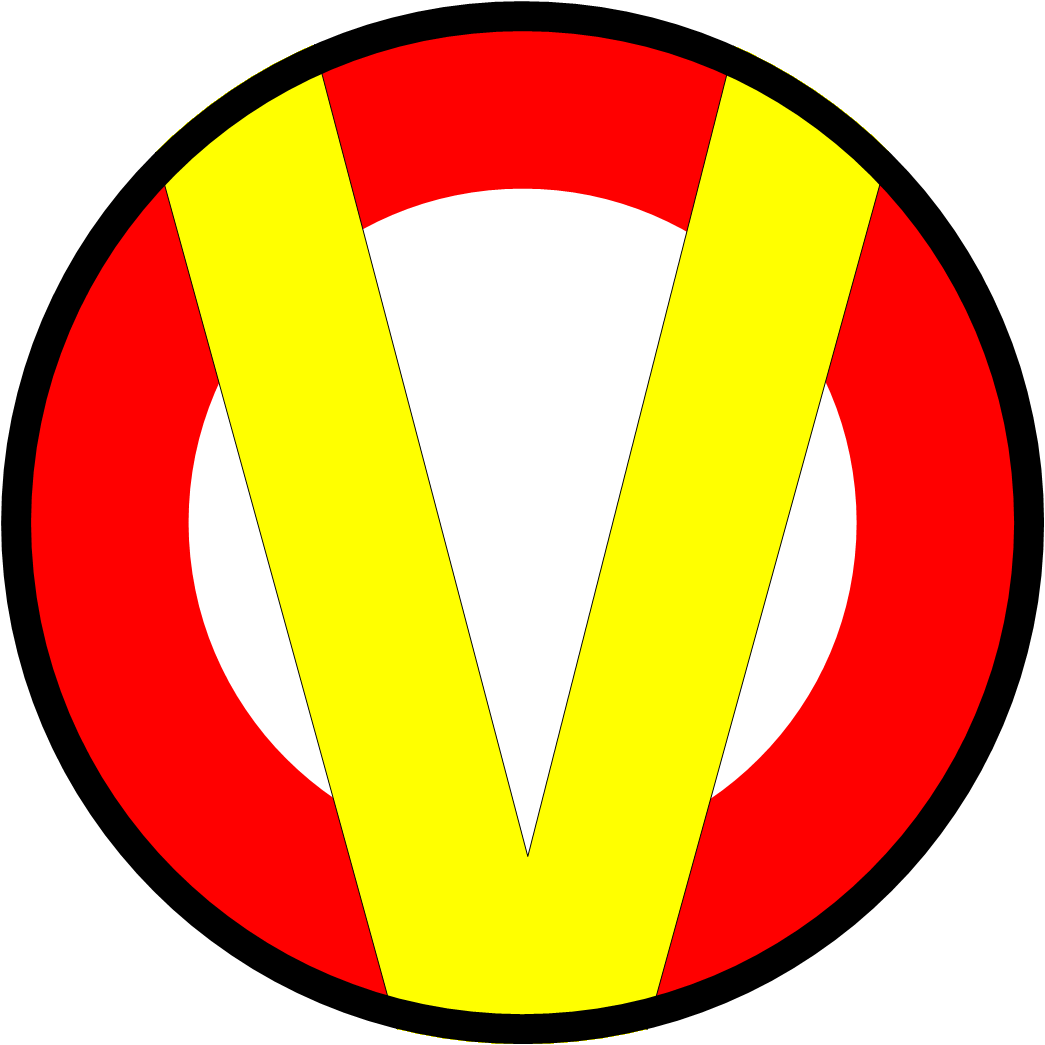
Stemma adottato nella stagione 1971-1972
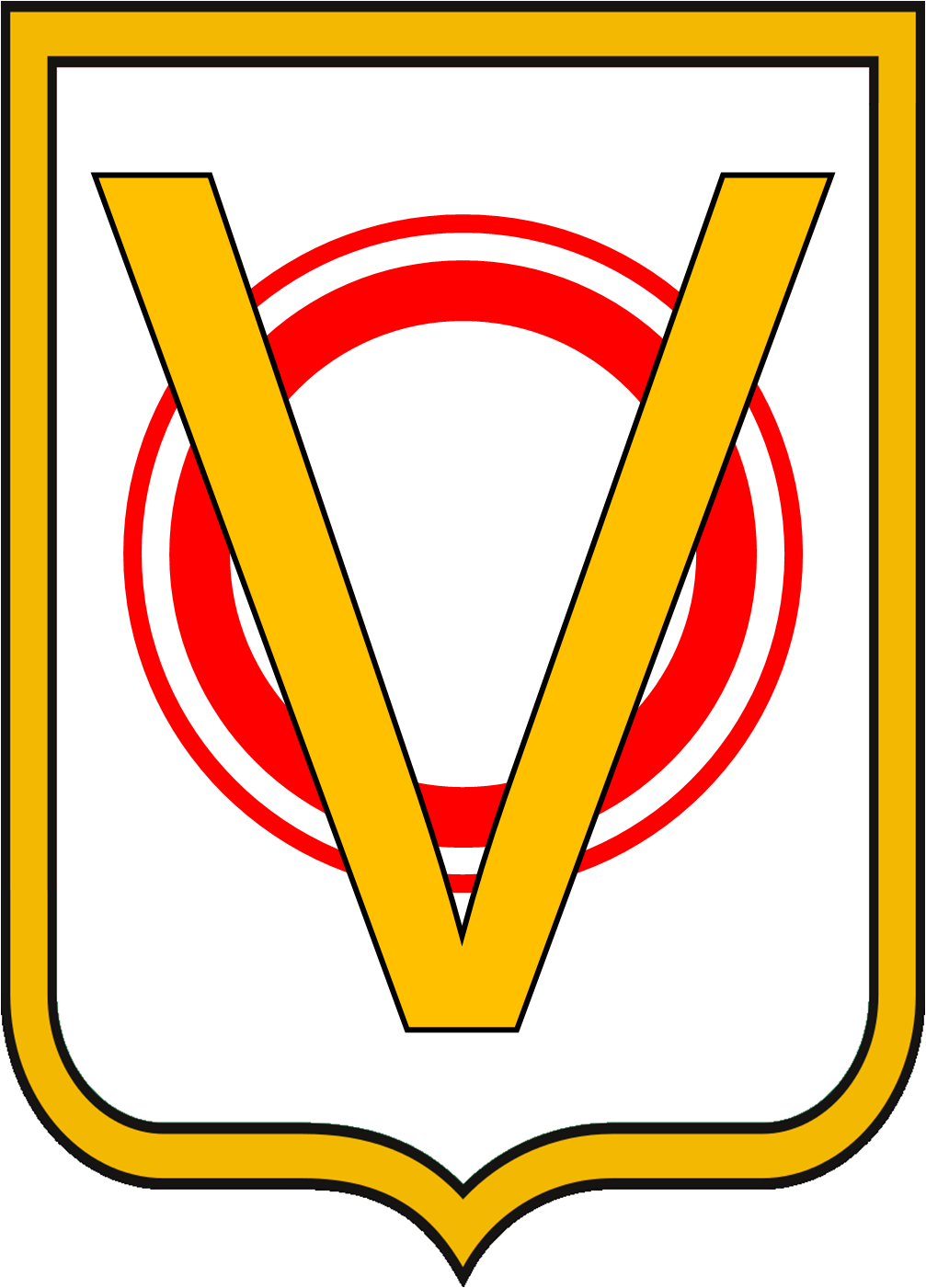
Stemma adottato nella stagione 1974-1975
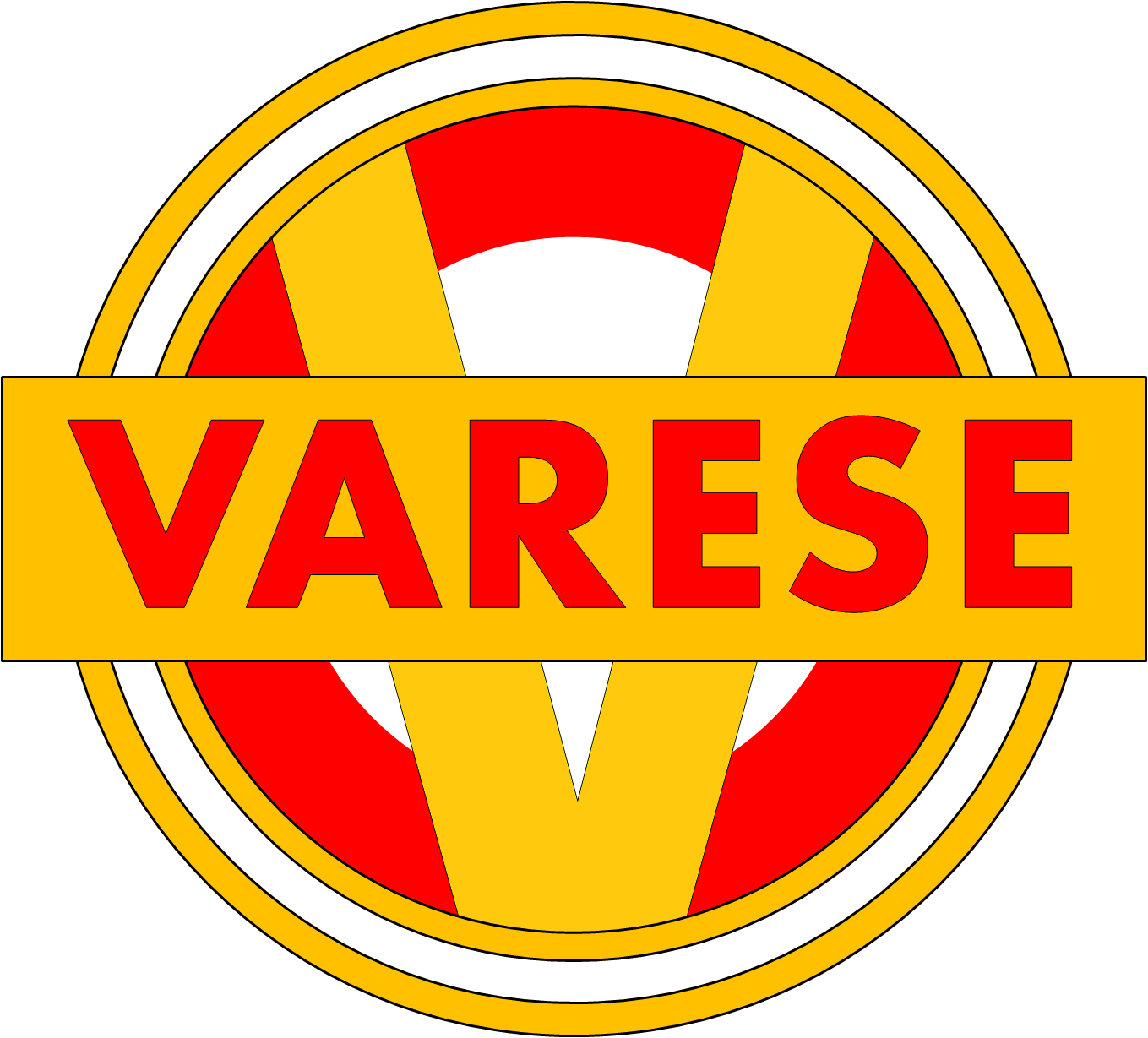
Stemma adottato nella stagione 1979-1980
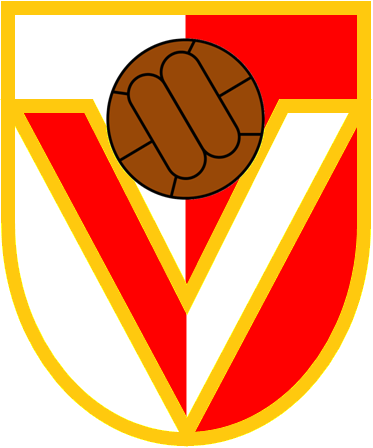
Stemma adottato nei primi anni 1980

Nel 1983 per la prima volta lo stemma sociale fu ricamato sulle maglie da gioco: esso era di forma circolare e presentava al centro una stilizzazione del monogramma VC (Varese Calcio) in rosso, affiancata da un pallone da calcio.

Stemma utilizzato dal 1983 al 1988

Dal 1988 al 2004, con l'assunzione della denominazione Varese Football Club, lo stemma presentò il monogramma VFC, modellato a stilizzare una figura umana nell'atto di calciare un pallone. Di tale stemma vennero declinate due versioni.

Stemma utilizzato tra il 1988 e inizio anni 1990
Stemma utilizzato dagli anni 1990 fino al 2004

Il fallimento del Varese F.C. e la nascita dell'A.S. Varese 1910 comportarono l'introduzione di un nuovo emblema, raffigurante una V inscritta in un cerchio, con al centro un pallone da calcio e in alto il nome del club. Fino al 2008 la V era di colore rosso, così come il nome della squadra, il cerchio era bianco e il pallone raffigurato era di tipo "moderno" (con struttura ad esagoni e pentagoni bianco-neri). A seguire lo stemma venne modificato con un'inversione dei colori (V bianca su sfondo rosso), un diverso carattere tipografico per le scritte (a loro volta bianche) e la sostituzione del pallone con un modello di tipo "antico" (struttura a 18 strisce cucite su fasce di 3 ciascuna, tutte di colore bianco). In occasione del centenario del club (2010) siffatto stemma venne bordato da una fascia dorata alternata alla scritta 1910-2010 CENTO ANNI VARESE, mentre il pallone posto in mezzo alla V presentava inserti dorati.

Stemma utilizzato dal 2004 al 2008
Stemma utilizzato dal 2008 al 2015
Stemma utilizzato nel 2010, in occasione del centenario del club

Nel 2015, a seguito della rifondazione della società col nome di Varese Calcio SSD, il logo è stato ridisegnato richiamandosi all'identificativo usato dalla Varese Sportiva anni 1930 (a sua volta ricalcante lo stemma araldico della città): l'emblema consiste pertanto in uno scudo troncato di bianco e rosso al palo bianco, con profili e bordi rossi, una V rossa inscritta nella metà inferiore e la denominazione sociale posta in capo all'insieme.
Nel 2018 con il cambio di proprietà lo stemma viene semplificato in una sorta di monogramma con la V e la A, iniziali del toponimo Varese, "fuse" insieme. L'uso di tale logotipo si è interrotto col fallimento del 2019.
Dal 2019 al 2025, con la fondazione del Città di Varese, è stato adottato un logo raffigurante uno scudo bianco bordato di rosso, occupato nella parte superiore dalla raffigurazione in silhouette rossa dello skyline del Sacro Monte di Varese (con all'interno la ragione sociale a lettere bianche) e nella parte inferiore da un pallone da calcio "tripartito" (uno spicchio a fasce di cuoio marroni, uno a pentagoni ed esagoni bianco-neri e il terzo con lo stemma civico varesino). Col ritorno del nome Varese Football Club, è stato introdotto un più semplice scudetto bianco con uno spesso bordo rosso (aperto superiormente a formare la lettera V), con all'interno un pallone da calcio aureo e l'anno 1910 in cifre rosse.

Stemma utilizzato dal 2015 al 2018
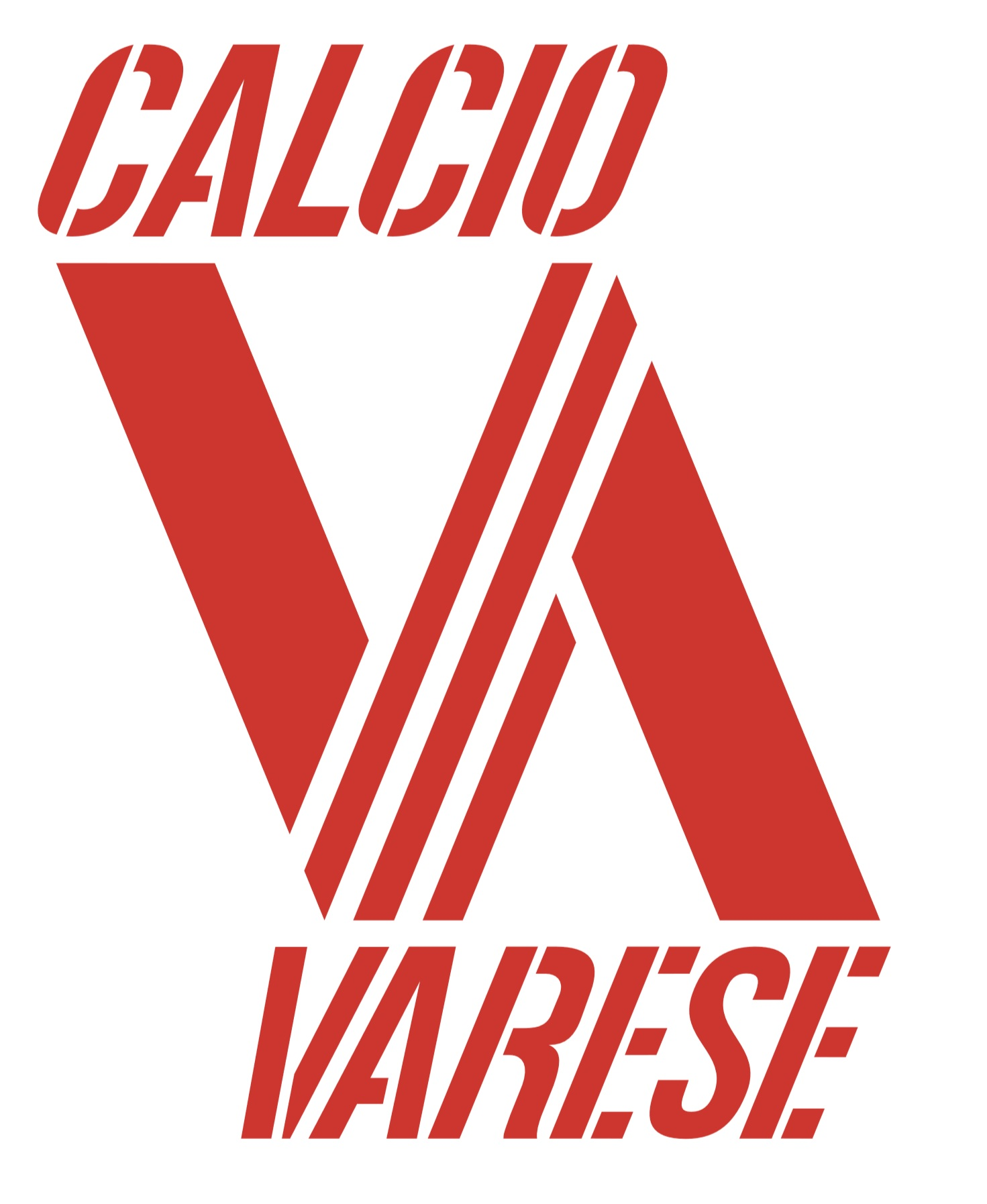
Stemma utilizzato nella stagione 2018-2019
Stemma in uso dal 2025

#### Inno
Negli anni 1960 il club adottava come inno un brano intitolato Dai... forza Varese, scritto da Antonietta Calderoni Alexis.
Nel 2012, durante la presidenza di Antonio Rosati, il cantante Rudy Neri (già membro della band Prefisso) scrisse un nuovo inno, intitolato Varese facci un gol, poi rimasto in uso fino al 2015, quando a seguito del fallimento e rifondazione del club, la nuova dirigenza adottò transitoriamente il brano Varés della band Trenincorsa.
Nel 2016 la società ha adottato ufficialmente come inno il brano Biancorosso il cuore, scritto ad hoc da Paolo Franchini e musicato da Luca Fraula e Alex Gasparotto (che ne è inoltre la voce).

## Strutture

### Stadio

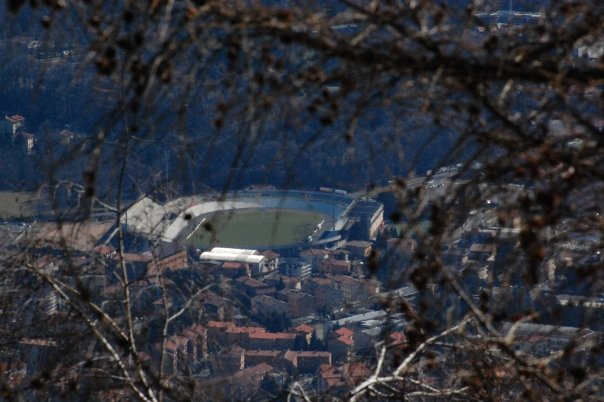
Lo stadio visto dal Sacro Monte (2008)

Nei primi decenni della sua storia il Varese svolse le proprie attività presso campi da gioco scarsamente attrezzati, siti in differenti quartieri della città: uno dei primi terreni era ubicato presso via Sanvito Silvestro, poi sostituito da un altro nel rione di Casbeno e dopo ancora dal prato della località Bettole (ove successivamente verrà edificato l'ippodromo varesino).
Nel 1935 venne finalmente inaugurato nel quartiere di Masnago lo stadio del Littorio, provvisto di campo erboso regolamentare, velodromo e pista di atletica leggera. Il club biancorosso vi ha regolarmente disputato le gare interne, fatta salva una parentesi di pochi mesi nel 1945, allorché il temporaneo sequestro dell'impianto da parte del C.L.N. (che lo adibì a campo di concentramento temporaneo per prigionieri tedeschi e repubblichini) obbligò la squadra a trasferirsi a Induno Olona.
Più volte ampliata e ristrutturata nei decenni successivi, l'arena nel secondo dopoguerra fu dapprima rinominata stadio di Masnago e infine, a seguito della tragedia di Superga (1949), assunse l'intitolazione ufficiale di stadio Franco Ossola, in memoria del giocatore varesino militante nel Grande Torino.
Lo stadio, che negli anni 1960-1970 poteva ospitare finanche 23 000 spettatori, è stato poi via via stabilizzato ad una capienza massima di poco meno di 10 000 posti.

### Centro di allenamento

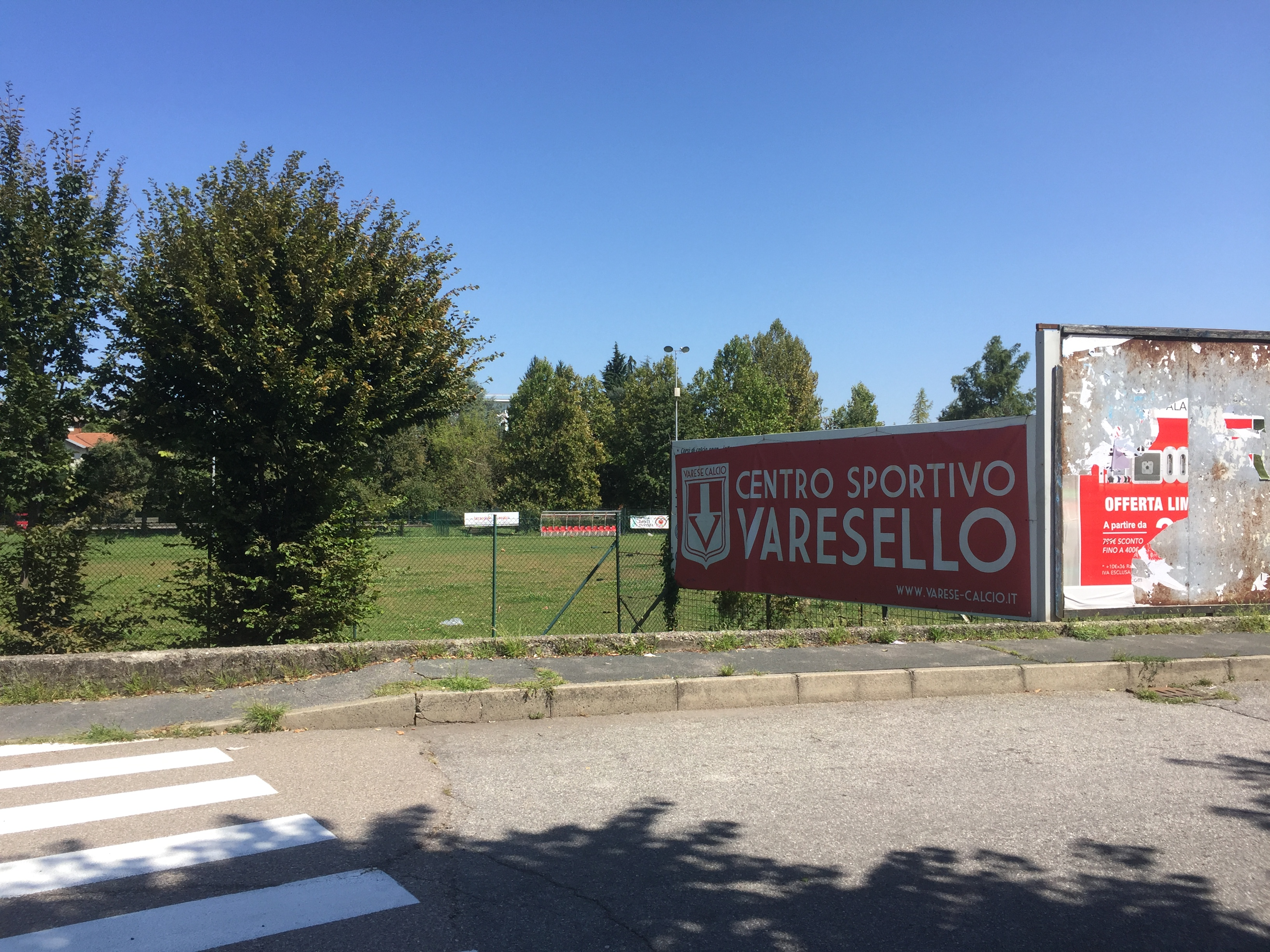
Cartello d'ingresso al centro sportivo delle Bustecche, ai tempi dell'effimera denominazione Varesello

Il Varese non ha mai disposto di un centro d'allenamento stabile: nel corso della sua storia ha pertanto usufruito di varie infrastrutture dislocate in città o in provincia. Nel corso del tempo vennero presentati diversi progetti volti a dotare il club di un polo d'allenamento permanente, analogamente a quanto realizzato da vari club italiani, senza però mai giungere ad una soluzione definitiva.
Nel 2015 venne adottato allo scopo il centro sportivo di via Majano a Varese, nel quartiere delle Bustecche, concesso in comodato dal Comune e dalla Provincia. Precedentemente usato dalla società dilettantistica A.C. Varese Giovanile, il polo sportivo è dotato di alcuni campi di diversa metratura, con fondo naturale o sintetico, più spogliatoi ed edifici di servizio.
L'allora gestione del Varese Calcio a più riprese, presentò progetti per l'ammodernamento e il potenziamento dell'impianto, battezzato Varesello e dichiarò di volerlo trasformare nel centro di allenamento unico di tutte le selezioni societarie; i propositi rimasero però in gran parte lettera morta a seguito del reinsorgere di difficoltà nella gestione societaria, culminate nel nuovo fallimento del 2019.
La denominazione Varesello è contestualmente caduta in disuso: il centro sportivo delle Bustecche è pertanto stato assegnato alla nuova società Città di Varese, che l'ha adottato come campo interno per il campionato di Terza Categoria 2019-2020 e successivamente (previo ottenimento in concessione dello stadio Franco Ossola) l'ha riadibito a sede preparatoria, riuscendo altresì ad iniziarne la ristrutturazione.

## Società

### Sponsor
Ai sensi dell'evoluzione delle normative del calcio italiano in merito alle sponsorizzazioni, fino al 1978 le maglie da gioco del Varese non recarono su di esse alcun marchio commerciale. In tale anno, dopo che la FIGC ebbe autorizzato i soli fornitori tecnici ad inserire il loro logotipo sulle casacche, la maglia del Varese venne corredata per la prima volta da uno sponsor esplicito, nella fattispecie Admiral.
Tre anni dopo, nel 1981, la Federazione autorizzò anche l'apposizione sulle maglie di marchi non collegati direttamente alla pratica calcistica: il direttore sportivo biancorosso Giuseppe Marotta si accordò allora con l'imprenditore Erminio dall'Oglio (interessato ad investire nello sport) affinché apponesse sulle divise bosine il proprio marchio Hoonved impianti di lavaggio. Tale prima sponsorizzazione extrasettore, protrattasi per 4 anni, rimase particolarmente amata dal pubblico varesino, giacché coincise con un buon momento di forma della squadra, che sotto la guida di Eugenio Fascetti seppe esprimere un buon gioco e lottare per la promozione in Serie A.
A livello storico, il fornitore tecnico che maggiormente ha legato il proprio nome al Varese è Adidas, che ha "vestito" il club bosino per nove stagioni complessive (dal 1981 al 1988 e dal 2011 al 2013). L'azienda extrasettore più frequentemente legatasi alle maglie biancorosse è invece la catena di grande distribuzione Tigros, main sponsor del Varese per otto stagioni (dal 1987 al 1992, dal 1993 al 1995 e ancora nel 2016): il patron del marchio, Luigi Orrigoni, fu egli stesso presidente della società nel biennio 1990-1991.
Si riporta di seguito la cronologia conosciuta di fornitori tecnici del Varese.
- 1978-1979 Admiral[22]
- 1979-1981 ...
- 1981-1988 Adidas
- 1988-1992 Diadora
- 1992-1995 Umbro
- 1995-1997 Europa Sport
- 1997-1999 Virma
- 1999-2005 Erreà[46][47][48]
- 2005-2008 Umbro[49][50][51]
- 2008-2010 Joma[52][53]
- 2010-2011 Onze[54]
- 2011-2013 Adidas[55][56]
- 2013-2015 Zeus Sport[57][58]
- 2015-2018 Macron[59]
- 2018-2019 Mizuno
- 2019-2020 Camasport
- 2020-2021 Ready
- 2021- Kappa

### Settore giovanile
Tra i maggiori successi del settore giovanile del Varese si annovera il Campionato Primavera 2010-2011, in cui la selezione under-19 biancorossa (allenata da Devis Mangia) vinse il proprio girone e raggiunse poi la finale scudetto, ove venne sconfitta per 3-2 dalla Roma dopo i tempi supplementari. Nella medesima stagione la squadra raggiunse anche la semifinale del prestigioso Torneo di Viareggio, ove venne eliminata dai pari età della Fiorentina.
Nel corso della sua storia il settore giovanile biancorosso ha accolto e formato giocatori d'alto livello quali Luigi Torti, Moreno Ferrario, Claudio Gentile, Gianpiero Marini, Luca Pellegrini, Achraf Lazaar, Eros Pisano e Giuseppe De Luca, nonché allenatori come Devis Mangia, Maurizio Ganz e Stefano Bettinelli.
Le squadre giovanili sostengono gli allenamenti e giocano le partite interne in vari campi e strutture della città e del circondario.

### Sezione femminile
Il club, nella stagione 2021-2022, ha costituito la sua sezione femminile partendo dal campionato di Promozione Lombardia.

## Allenatori e presidenti
Di seguito l'elenco degli allenatori e dei presidenti.
- 1910-1928  ...
- 1928-1929  Emilio Agradi
- 1929-1930  Cremonesi (1ª-?ª)
 Károly Fatter (?ª-28ª)
- 1930-1931  Károly Fatter
- 1931-1932  ...
- 1932-1933  Aldo Secchia
- 1933-1934  Cattaneo
- 1934-1935  Venusto Borsani
- 1935-1936  Luigi Cevenini
- 1936-1937  Carlo Capra
- 1937-1938  Virginio Curti
- 1938-1939  Antonio Janni
- 1939-1940  Ferenc Molnár
- 1940-1941  Giuseppe Ballerio (1ª-?ª)
 Antonio Janni (?ª-30ª)
- 1941-1942  Antonio Janni
- 1942-1943  Luis Monti
- 1943-1945  Giuseppe Meazza e  Aventino Zamboni
- 1945-1946  ...
- 1946-1947  Primo Danieli
- 1947-1948  Giuseppe Santagostino
- 1948-1950  ...
- 1950-1951  Antonio Vojak
- 1951-1952  Aventino Zamboni
- 1952-1957  ...
- 1957-1959  Giovan Battista Fabbri
- 1959-1961  Giovanni Zanollo
- 1961-1963  Héctor Puricelli
- 1963-1965  Héctor Puricelli e  Antonio Busini (D.T.)
- 1965-1966  Mario Gambazza e  Giulio Cappelli (D.T.) (1ª-4ª)
 Mario Gambazza (5ª-8ª)
 Pietro Magni (9ª-25ª)
 Piero Trapanelli (26ª-34ª)
- 1966-1968  Bruno Arcari
- 1968-1969  Bruno Arcari (1ª-24ª)
 Sergio Brighenti e  Armando Picchi (25ª-30ª)
- 1969-1971  Nils Liedholm
- 1971-1972  Sergio Brighenti (1ª-6ª)
 Giancarlo Cadè (7ª-16ª)
 Pietro Maroso (17ª-30ª)
- 1972-1978  Pietro Maroso
- 1978-1979  Giorgio Rumignani (1ª-20ª)
 Eugenio Fascetti (21ª-38ª)
- 1979-1982  Eugenio Fascetti
- 1982-1983  Eugenio Fascetti (1ª-36ª)
 Mario Barluzzi (37ª-38ª)
- 1983-1984  Enrico Catuzzi
- 1984-1985  Giampiero Vitali
- 1985-1986  Giorgio Canali (1ª-?ª)
 Luigi Balestra (?ª-34ª)
- 1986-1987  Pietro Maroso (1ª-?ª)
 Edoardo Reja (?ª-34ª)
- 1987-1988  Carlo Soldo
- 1988-1990  Pietro Maroso
- 1990-1991  Pietro Maroso (1ª-?ª)
 Alfredo Magni (?ª-34ª)
- 1991-1992  Alfredo Magni
- 1992-1993  Carlo Soldo
- 1993-1995  Mario Belluzzo
- 1995-1996  Sergio Caligaris
- 1996-1997  Sergio Caligaris (1ª-?ª)
 Patrizio Sala (?ª-34ª)
- 1997-1999  Giorgio Roselli
- 1999-2002  Mario Beretta
- 2002-2003  Massimo Morales (1ª-3ª)
 Giorgio Roselli (4ª-34ª e play-out)
- 2003-2004  Giuseppe Sannino (1ª-25ª)
 Paolo Beruatto (26ª-34ª e play-out)
- 2004-2005  Mario Belluzzo (1ª-8ª)
 Devis Mangia (9ª-34ª e play-off)
- 2005-2007  Devis Mangia
- 2007-2008  Roberto Lorenzini
- 2008-2009  Pietro Carmignani (1ª-5ª)
 Giuseppe Sannino (6ª-34ª)
- 2009-2011  Giuseppe Sannino
- 2011-2012  Benito Carbone (1ª-7ª)
 Rolando Maran (8ª-42ª e play-off)
- 2012-2013  Fabrizio Castori (1ª-37ª)
 Andrea Agostinelli (38ª-42ª)
- 2013-2014  Stefano Sottili (1ª-15ª)
 Carmine Gautieri (16ª-29ª)
 Stefano Sottili (30ª-40)
 Stefano Bettinelli (41ª-42ª e play-out)
- 2014-2015  Stefano Bettinelli (1ª-28ª)
 Davide Dionigi (29ª-30ª)
 Stefano Bettinelli (31ª-42ª)
- 2015  Ernestino Ramella[A 1]
- 2015-2016  Giuliano Melosi
- 2016-2017  Ernestino Ramella (1ª-6ª)
 Francesco Baiano (7ª-26ª)
 Stefano Bettinelli (27ª-34ª e play-off)
- 2017-2018  Salvatore Jacolino (1ª-16ª)
 Paolo Tresoldi (17ª-34ª)
 Alessandro Merlin e  Oscar Verderame (play-out)
- 2018-2019  Manuele Domenicali
- 2019-2020  Stefano Iori
- 2020-2021  David Sassarini (1ª-9ª)
 Ezio Rossi (9ª-38ª)
- 2021-2022  Ezio Rossi (1ª-31ª) 
 Gianluca Porro (32ª-38ª e play-off)
- 2022-2023  Gianluca Porro (1ª-5ª)
 Luciano De Paola (6ª-24ª)
 Gianluca Porro (25ª-34ª e play-out)
- 2023-2024  Corrado Cotta
- 2024-2025  Roberto Floris (1ª-34ª)
 Alessandro Unghero (35ª-38ª)
- 2025-2026  Andrea Ciceri

- 1910-1923  ...
- 1923  Vittorio Vita
- 1923-1927  ...
- 1927-1928  Giulio Pietriboni
- 1928-1930  Franco Aletti
- 1930-1931  Aldo Maroni
- 1931-1932  Franco Aletti
- 1932-1933  Aldo Maroni
- 1933-1934  Gamberini[A 2]
- 1934-1935  Giovanni Litta Modignani
- 1935-1936  ...
- 1936-1937  Gazzotti
- 1937-1938  Gazzotti
 Franco Aletti
- 1938-1939  Franco Aletti
- 1939-1941  Eligio Caronni[A 3]
- 1941-1944  Mario Mentasti
- 1944-1945  Cattarin[A 2]
- 1945-1946  ...
- 1946-1947  Angelo Ronzoni
- 1947-1948  Elvezio Mocchetti[A 2]
- 1948-1950  Angelo Ronzoni
- 1950-1951  Franco Aletti
- 1951-1952  Giovanni Borghi
- 1952-1953  Vaccarella[A 2]
- 1953-1954  Ferrario[A 2]
- 1954-1961  Giovanni Marini
- 1961-1964  Giulio Cesare Casati
- 1964-1966  Luciano Filiberti
- 1966-1968  Giovanni Borghi
- 1968-1978  Guido Borghi
- 1978-1979  Ivan Bisson
- 1979-1985  Mario Colantuoni
- 1985-1986  Giuseppe Marotta
- 1986-1988  Riccardo Scandroglio
- 1988  Giangaleazzo Pasquali[A 4]
- 1988-1990  Claudio Milanese
- 1990-1991  Luigi Orrigoni
- 1991-1993  Giulio Nidoli
- 1993-1994  Paolo Binda
- 1994-1995  Claudio Milanese
- 1995-2000  Paolo Binda
- 2000-2001  Gerolamo Bernareggi
- 2001-2004  Claudio Turri
- 2004  Claudio Turri 
 Stefano Tacconi
 Elia Azzalin
 Riccardo Sogliano[A 5]
- 2004-2007  Pietro Maroso
- 2007-2008  Riccardo Sogliano
- 2008-2013  Antonio Rosati
- 2013-2014  Nicola Laurenza
- 2014-2015  Nicola Laurenza (fino a febbraio 2015)
 Giuseppe D'Aniello,  Antonino Imborgia[A 6] (febbraio-marzo 2015)
 Pierpaolo Cassarà (marzo-giugno 2015)[A 7]
 Alì Zeaiter (giugno-luglio 2015)
 Massimo Trainito (lug. 2015)[A 8]
- 2015-2016  Gabriele Ciavarrella
- 2016-2017  Gabriele Ciavarrella (fino a marzo 2017)
 Paolo Basile (marzo 2017)[A 9]
 Fabio Baraldi (marzo-maggio 2017)
- 2017  Aldo Taddeo (maggio-settembre 2017)
 Paolo Basile (settembre-dicembre 2017)[A 9]
- 2017-2018  Sauro Catellani[A 7]
- 2018-2019  Claudio Benecchi[A 9]
- 2019-2023  Stefano Amirante
- 2023-  Paolo Girardi

Annotazioni
1. ↑  Designato per la stagione 2015-2016, ma mai entrato effettivamente in carica a causa del fallimento della società
2. 1 2 3 4 5  Commissario.
3. ↑  Commissario straordinario.
4. ↑  Curatore fallimentare
5. ↑  Ad interim
6. ↑  Reggenti
7. 1 2  Non formalmente ratificato
8. ↑  Facente funzioni
9. 1 2 3  Amministratore unico

## Calciatori

### Capitani
- Antonio Turri (1956-1961)[62]
- ... (1961-1999)
- Mauro Borghetti (1999-2002)
- Edoardo Gorini (2002-2003)[63]
- Salvatore Avallone (2003-2004)
- Claudio Macchi (2004-2006)[64]
- Alessio Dionisi (2006-2007)[64]
- Rosario La Marca (2007-2008)[64]
- Claiton dos Santos Machado (2008)
- Franco Lepore (2008-2009)[65]
- Alessandro Camisa (2009-2010)[66]
- Daniele Buzzegoli (2010)[67]
- Eros Pisano (2011)[68]
- Alessandro Camisa (2011-2012)[69]
- Neto Pereira (2012-2015)[70]
- Francesco Luoni (2015-2017)[71]
- Michele Ferri (2017-2018)[72]
- Idrissa Camará (2018-2019)

### Vincitori di titoli
Campioni d'Europa
- Pietro Anastasi (Italia 1968)

### Contributo alle Nazionali

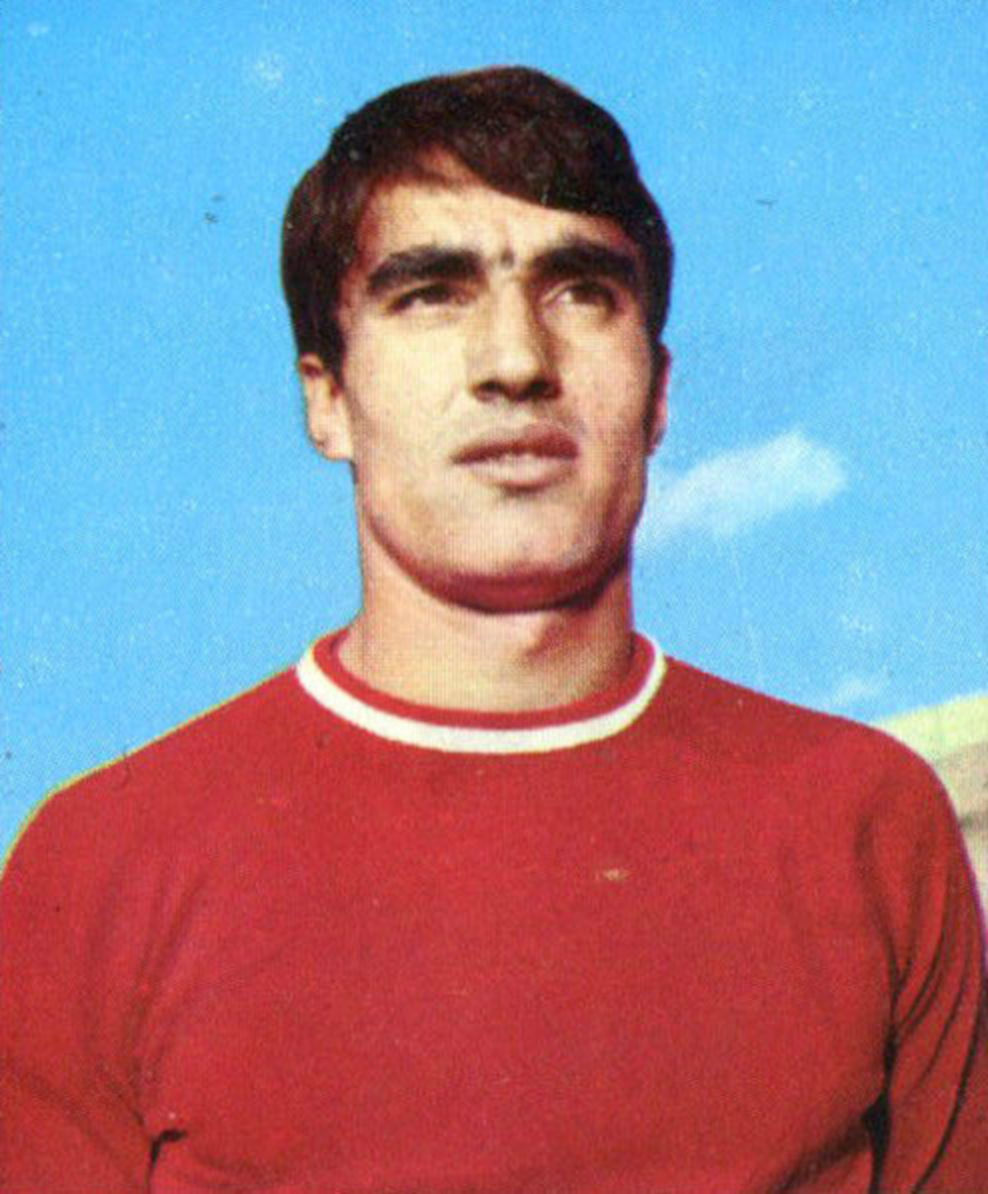
Pietro Anastasi, campione d'Europa nel 1968 con l'Italia

Il Varese negli anni sessanta e settanta lanciò numerosi calciatori destinati a ottenere significativi successi con la maglia della Nazionale italiana nel giro di pochi anni; tra gli altri Claudio Gentile e Gianpiero Marini (campioni del mondo nel 1982), cui si sarebbe dovuto verosimilmente aggiungere anche Roberto Bettega (poi fermato da un infortunio).
- Angelo Volpato partecipò ai Giochi del Mediterraneo nel settembre del 1963 (il cui torneo calcistico era riservato nazionali giovanili), disputando 4 gare e realizzando 3 gol.
- Giovanni Traspedini giocò un'amichevole con l'Italia B il 7 novembre 1963 contro la Bulgaria B (1-5); fu poi convocato nella gara che la nazionale olimpica disputò il 20 novembre successivo contro la Turchia (2-2), ove segnò anche un goal.
- Horst Szymaniak giocò una gara per la qualificazione al mondiale 1966 con la Germania Ovest il 4 novembre 1964 contro la Svezia (1-1).[73]
- Nestor Combin fu convocato per il mondiale 1966 con la Francia: disputò una sola partita, contro il Messico.[74]
- Armando Picchi (che aveva già vestito la maglia azzurra per otto volte prima di giocare nel Varese) nella stagione 1967-68 giocò le gare che videro la Nazionale italiana opposta a Cipro (5-0), Svizzera (2-2 e 4-0) e Bulgaria (2-3), tutte valevoli per la fase preliminare dell'Europeo 1968. Nella partita contro i bulgari s'infortunò gravemente.[75]
- Franco Cresci disputò 6 gare (e realizzò un gol) con l'Italia Giovanile, con l'aggiunta di due gare con la selezione Under 23 (esordio il 20 dicembre 1967 contro l'Inghilterra 0-1).
- Pietro Anastasi esordì nella Nazionale giovanile italiana il 23 marzo 1967 ed in Under 23 il 20 dicembre 1967. Debuttò nella nazionale maggiore l'8 giugno 1968 nella finale del Campionato europeo a Roma contro la Jugoslavia, gara che si concluse 1-1. Nella ripetizione di due giorni dopo giocò ancora e al 31' realizzò anche uno dei due gol con cui l'Italia s'impose (2-0) laureandosi Campione d'Europa. Anastasi disputò inoltre 6 gare (con 2 gol) per l'Italia Giovanile e 4 gare (con 2 gol) per l'Italia Under 23; computando le due presenze iniziali, disputò in totale 25 presenze e marcò 8 gol con la maglia azzurra.[76] Dopo di lui nessun altro tesserato varesino sarà più convocato nella Nazionale maggiore italiana.
- Giorgio Morini fu convocato nell'Italia Under 23 e schierato il 17 febbraio 1971 nella gara contro Israele vinta 2-0.
- Angelo Rimbano giocò due gare nel 1969 con l'Italia Giovanile, esordendo il 16 aprile 1969 contro la Romania (1-0).
- Giorgio Valmassoi giocò una gara con l'Italia Under 21 il 23 febbraio 1972 contro la Jugoslavia (1-2).[77]
- Giacomo Libera giocò una gara con l'Italia Under 23 il 29 settembre 1974 contro la Jugoslavia (2-2), realizzando un gol.
- Maurizio Giovannelli giocò con l'Italia Under 21 il 9 marzo 1977 contro la Norvegia A (4-1).[78]
- Roberto Russo giocò con l'Italia Under 21 il 14 giugno 1979 contro la Polonia (1-1).[79]
- Michelangelo Rampulla giocò due partite nel 1983 con l'Under 21 italiana, esordendo il 20 aprile 1983 contro la Spagna (2-0).[80]
- Matteo Gentili, già militante nelle nazionali giovanili italiane prima di arrivare a Varese, durante il periodo bianco-rosso venne convocato più volte nella nazionale Under-21, partecipando al Mondiale Under-20 2009.[81]
- Mattia Mustacchio venne convocato nell'Italia Under 21 per le partite di qualificazione all'Europeo 2011 contro la Bosnia Erzegovina del 3 settembre 2010 e contro il Galles del 7 settembre 2010; nella seconda gara segnò il gol-qualificazione.[82]
- Alessandro Scialpi venne convocato nell'Italia Under 19 per le partite di qualificazione all'Europeo 2010 di categoria contro la Lettonia il 7 ottobre 2010, contro le Isole Fær Øer il 9 ottobre 2010 e contro la Croazia il 12 ottobre 2010.[83]
- Giuseppe De Luca nel marzo del 2011 venne convocato nell'Italia Under-20 per il Torneo Quattro Nazioni Under-20.[84]
- Nnamdi Oduamadi venne convocato nella nazionale nigeriana per la Confederations Cup 2013 in Brasile: esordì nella manifestazione il 17 giugno 2013, nella prima partita della fase a gironi contro Tahiti, segnando una tripletta (prima in carriera) nel 6-1 finale[85] e diventando così il primo giocatore africano e il nono in assoluto a realizzare tre gol in una sola partita di Confederations Cup.[86]
- Andrea Barberis[87] e Matteo Bianchetti[88] vennero convocati nell'Italia Under-18 per due amichevoli giocate a Fiesole ed Agliana.
- Riccardo Fiamozzi venne più volte convocato nell'Italia Under 19 e Under 20.[89]
- Luca Forte nel maggio del 2014 venne convocato nell'Italia Under 20 per un'amichevole contro la Virtus Entella.
- Leonardo Capezzi venne convocato nel gennaio 2015 nell'Italia Under 20 per un'amichevole contro la Rappresentativa Under 21 di Lega Pro.
- Jasmin Kurtić il 23 maggio 2012 esordì con la maglia della nazionale slovena, contro la Nazionale di calcio della Grecia, a Kufstein, in Tirolo, Austria, realizzando anche quello che ad oggi è il suo unico gol con la nazionale di calcio della Slovenia, mentre era ancora tesserato per la squadra prealpina.

La Nazionale italiana in totale ha utilizzato dodici giocatori del Varese, per un computo di 6 presenze e un gol per la Nazionale maggiore, 8 presenze per la Nazionale B e 24 per quelle giovanili.

## Palmarès

### Competizioni nazionali
- Serie B: 3

1963-1964, 1969-1970, 1973-1974
- Coppa Italia Serie C: 1

1994-1995
- Serie C: 4

1939-1940 (girone C), 1941-1942 (girone C), 1942-1943 (girone D), 1962-1963 (girone A)
- Serie C1: 1

1979-1980 (girone A)
- Coppa Italia Dilettanti: 1

1993-1994

### Competizioni interregionali
- Serie C2: 2

1989-1990 (girone B), 1997-1998 (girone A)
- Lega Pro Seconda Divisione: 1

2008-2009 (girone A)
- Serie D: 1

2005-2006 (girone A)
- Campionato Nazionale Dilettanti: 1

1993-1994 (girone B)
- Coppa Italia Dilettanti (Fase C.N.D.): 1

1993-1994

### Competizioni regionali
- Eccellenza: 1

2015-2016 (girone A)
- Promozione: 1

1954-1955 (girone D)
- Coppa Italia Dilettanti Lombardia: 1

2018-2019

### Competizioni provinciali
- Terza Categoria: 1

2019-2020

## Statistiche e record

### Partecipazione ai campionati

#### Campionati nazionali
| Livello | Categoria                                   | Partecipazioni | Debutto   | Ultima stagione | Totale |
| ------- | ------------------------------------------- | -------------- | --------- | --------------- | ------ |
| 1º      | Serie A                                     | 7              | 1964-1965 | 1974-1975       | 7      |
| 2º      | Seconda Divisione                           | 2              | 1922-1923 | 1923-1924       | 23     |
| 2º      | Serie B                                     | 21             | 1946-1947 | 2014-2015       | 23     |
| 3º      | Seconda Divisione                           | 1              | 1927-1928 | 1927-1928       | 34     |
| 3º      | Prima Divisione                             | 7              | 1928-1929 | 1934-1935       | 34     |
| 3º      | Serie C                                     | 16             | 1936-1937 | 1962-1963       | 34     |
| 3º      | Serie C1                                    | 10             | 1979-1980 | 2009-2010       | 34     |
| 4º      | Serie C2                                    | 13             | 1986-1987 | 2008-2009       | 26     |
| 4º      | IV Serie                                    | 4              | 1952-1953 | 1956-1957       | 26     |
| 4º      | Campionato Interregionale - Prima Categoria | 1              | 1957-1958 | 1957-1958       | 26     |
| 4º      | Serie D                                     | 8              | 2016-2017 | 2025-2026       | 26     |
| 5º      | Campionato Nazionale Dilettanti             | 1              | 1993-1994 | 1993-1994       | 2      |
| 5º      | Serie D                                     | 1              | 2005-2006 | 2005-2006       | 2      |

#### Campionati regionali
| Livello | Categoria       | Partecipazioni | Debutto   | Ultima stagione | Totale |
| ------- | --------------- | -------------- | --------- | --------------- | ------ |
| I       | Prima Categoria | 3              | 1919-1920 | 1921-1922       | 9      |
| I       | Prima Divisione | 2              | 1935-1936 | 1945-1946       | 9      |
| I       | Promozione      | 1              | 1954-1955 | 1954-1955       | 9      |
| I       | Eccellenza      | 3              | 2004-2005 | 2018-2019       | 9      |
| II      | Promozione      | 1              | 1914-1915 | 1914-1915       | 1      |
| III     | Terza Divisione | 3              | 1924-1925 | 1926-1927       | 3      |
| V       | Terza Categoria | 1              | 2019-2020 | 2019-2020       | 1      |

### Statistiche di squadra
Di seguito i principali record in Serie A:
- Vittoria più larga:

Varese-Juventus 5-0 (1967-1968)
- Vittoria più larga in trasferta:

Lanerossi Vicenza-Varese 0-4 (1971-1972)
- Sconfitta più larga:

Inter-Varese 6-0 (1968-1969)
- Sconfitta più larga in casa:

Varese-Cagliari 1-6 (1968-1969)
Di seguito i principali record in Serie B:
- Vittoria più larga:

Varese-Legnano 5-0 (1947-1948)
- Vittoria più larga in trasferta:

Piacenza-Varese 0-5 (1969-1970)
- Sconfitta più larga:

Siena-Varese 5-0 (2010-2011)
- Sconfitta più larga in casa:

Varese-Fanfulla 1-5 (1946-1947)
Il 24 gennaio 2010, a seguito della vittoria casalinga contro il Pergocrema (2-1), i biancorossi hanno fissato il record di vittorie consecutive nei campionati nazionali italiani (11, superando il previgente primato di 9 vittorie appartenente all'Ascoli).
Dal 7 settembre 2008 (allorché l'Olbia si impose per 0-1 nella prima giornata del campionato di Seconda Divisione) al 14 agosto 2011 (quando l'Avellino vinse per 0-1 in Coppa Italia) il Varese ha inoltre accumulato 62 partite interne ufficiali - tra campionati e coppe - senza subire sconfitte.
Il Varese occupa la 50ª posizione nella classifica della tradizione sportiva dei club aventi all'attivo una o più partecipazioni al campionato nazionale di Serie A. Si piazza invece 51º nella classifica perpetua della Serie A dal 1929.

### Statistiche individuali
Di seguito i primatisti di presenze e reti in campionato.
| Record di presenze - 252 Edoardo Gorini (1994-2003) - 217 Giampiero Mutti (1953-1961) - 214 Cesare Sonzini (1951-1952, 1953-1961) - 198 Mauro Borghetti (1995-2002) - 196 Mavillo Gheller (1992-1995, 1996, 1997-2001, 2015-2016) - 190 Franco Salvadè (1976-1978, 1979-1985, 1989-1990) - 189 Antonio Modica (1988-1989, 1990-1995, 1998-2000) - 188 Giorgio Dellagiovanna (1966-1972) - 184 Gianpietro Zecchin (2009-2015) - 182 Ambrogio Borghi (1966-1975) - 181 Daniele Corti (2009-2015) | Record di reti - 48 Osarimen Ebagua (2009-2011, 2012-2013, 2021) - 39 Carmine Marrazzo (2015-2016) - 38 Giovanni Toscano (1941-1942) - 36 Carlos Garavelli (1941-1943) - 35 Mario Pasquina (1962-1964) - 35 Ugo Rigamonti (1937-1942) - 34 Neto Pereira (2010-2015) - 30 Franco Lepore (2005-2009, 2011-2012) - 29 Enrico Borella (1957-1960) - 28 Stefano Del Sante (2006-2010) - 28 Sanel Sehic (2004-2006) |

## Tifoseria

### Storia

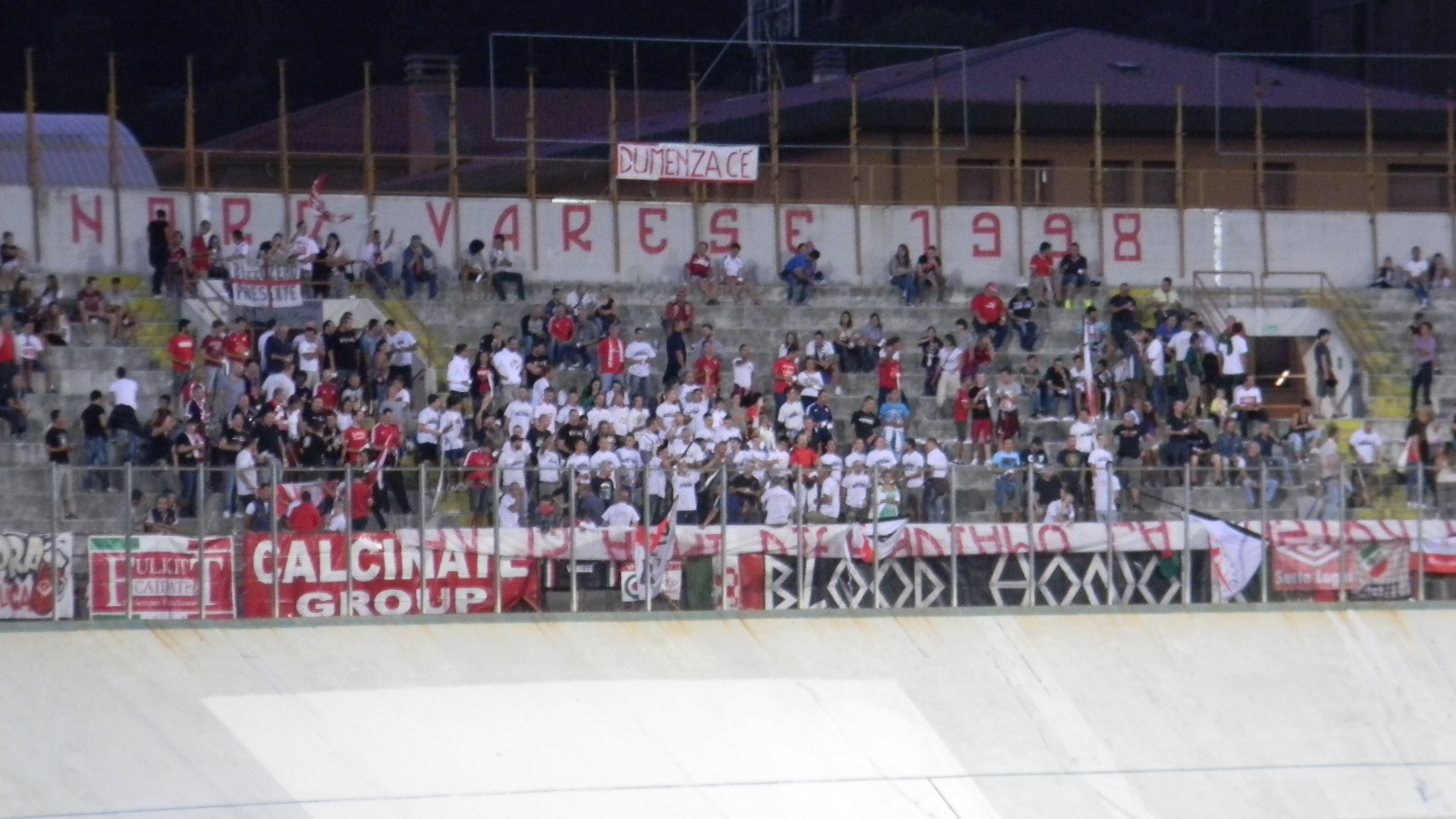
Ultras varesini nella curva nord Peo Maroso dello stadio Franco Ossola durante una partita casalinga

Il movimento ultras a Varese si sviluppò a partire dal 1974, allorché dal club Giovani Biancorossi Gazzada si scissero i Boys, che per i 24 anni seguenti furono la compagine-guida del tifo radicale biancorosso. Ad essi si aggiunsero poi i Viking nel 1990, seguiti da Scossi, Varese Front e il Campari Group. Dal punto di vista politico-ideologico, la tifoseria radicale varesina (la cui sede è la curva nord dello stadio Franco Ossola) si è sempre attestata su posizioni di estrema destra.
Verso la fine del XX secolo, dopo lo scioglimento dei Boys, il ruolo di gruppo leader del movimento ultras passò ai Blood & Honour, gruppo nato nel 1998, il cui nome richiama il motto Blut und Ehre - in tedesco "sangue e onore" - della Gioventù hitleriana, la gioventù hitleriana (dettaglio che, unitamente alla simbologia e al linguaggio adottato, caratterizzato da forme espressive frequentemente razziste e neo-nazifasciste, ne rimarca la palese connotazione ideologica di matrice destroide). La vita del gruppo è stata caratterizzata da episodi violenti e controversi, come l'uccisione del capo storico Saverio Tibaldi, avvenuta in Spagna nel 2003 in circostanze non chiarite; nel corso degli anni, vari affiliati sono inoltre stati inquisiti e condannati per reati di vario genere, quali spaccio di sostanze stupefacenti e aggressioni verbali e fisiche a sfondo razziale.
Nei primi anni duemila i Blood & Honour furono affiancati dagli Irriducibili e dal più moderato Gruppo Comodo (con quest'ultimo che era solito seguire le partite interne dal settore distinti e non dalla curva). Entrambi i gruppi ebbero vita breve e si sciolsero entro il 2011. I B&H si sono invece sciolti nel 2019, lasciando spazio alla nuova sigla Combat Ultras Varese 19 (abbreviato C.U.V. 19).
Il tifo per il Varese è molto radicato anche al di fuori del territorio comunale: molti club organizzati (sia d'ispirazione ultras che moderata) affiliati alla società sono infatti dislocati nei comuni della relativa provincia.
Dal 2019, a seguito del fallimento del Varese Calcio, la tifoseria organizzata si è riposizionata al seguito del Città di Varese, poi postosi apertamente in continuità con la storia pregressa.

### Gemellaggi e rivalità
La tifoseria varesina ha stretto tre rapporti di gemellaggio, con la tifoseria dell'Inter (in particolare col gruppo dei Viking), con gli Irriducibili e Viking della Lazio, con gli ultras del Saronno, capeggiati dal gruppo Fronte Ribelle Saronno e col gruppo Ultra Yomus del Valencia. Sovente le suddette tifoserie presenziano agli incontri delle squadre consociate, scambiandosi pubblico e striscioni, ed organizzano eventi in comune. Solidi sono anche i legami con la tifoseria della Pallacanestro Varese.
Per quanto riguarda le rivalità, risulta particolarmente accesa quella contro gli ultras del Como; ulteriori rapporti tesi si registrano inoltre nei confronti dei supporters di Verona, Pro Patria, Legnano, Cremonese, Sampdoria, Casale e Milan.